# القوات الجوية البيروية
القوات الجوية البيروفية (بالإسبانية: Fuerza Aérea del Perú)‏ هي فرع القوات الجوية من القوات المسلحة البيروفية.